# Erneste Fuhrmann-Stone
Erneste Fuhrmann-Stone (* 10. Mai 1900 in Pirmasens; † 16. September 1982 ebenda) war eine deutsche Schriftstellerin.

## Leben
Erneste Fuhrmann-Stone verbrachte ihre Kindheit und Jugend in verschiedenen europäischen Metropolen wie zum Beispiel in Hamburg, Budapest, Wien und schließlich Leipzig, wo sie die Städtische Frauenschule besuchte. Ihr Vater Alex Stone reiste 1913 in die USA und blieb dort verschollen. Sie schrieb ab diesen Zeitpunkt ihre ersten Gedichte. Ihre Mutter Clara Luise, geb. Sandt, Tochter eines Firmengründers, zog 1917 mit der Familie nach Pirmasens zurück. Erneste Fuhrmann-Stone wurde eine kaufmännische Angestellte der Firma Sandt, ein Vorläufer der schoen + sandt machinery GmbH. Ab 1921 erfolgten journalistische Arbeiten. 1923 heiratete sie den Kaufmann Franz Karl Fuhrmann. Sie schrieb Lyrik, Schau- und Märchenspiele, später Erzählungen. Ab 1932 war sie für die nationalsozialistische Zeitung NSZ Rheinfront tätig, Herausgeber war der NS-Gauleiter Josef Bürckel. Sie wurde Mitglied des Literarischen Vereins der Pfalz und übernahm 1951 den Ortsring in ihrem Heimatort, bald darauf wurde sie Vorstandsmitglied des Vereins. 1980 gab es eine Ausstellung anlässlich ihres 80. Geburtstags in der Stadtbücherei Pirmasens.

## Werke
- Madonna auf den Strassensteinen. Erzählungen als Begegnung mit d. Wirklichkeit. Bläschke, Sankt Michael 1982, ISBN 978-3-7053-1733-8.
- Erlebnis und Begegnung. Frühe u. späte Gedichte. Robert Weber Verlag, Speyer 1981.
- Persische Legende. vom Ursprung der Rose. Adolf Deil Verlag, 1980.
- Geliebte Kreatur. Heitere u. ernste Erlebnisse mit Tieren. Schwabenverlag, Ostfildern 1979, ISBN 978-3-7966-0542-0.
- Seine lieblichsten Kinder., Lyrik. Zweibrücker Handpresse, 1978.
- Geschichten vom kleinen Leben. 10 Erzählungen, meist heiter. Schwabenverlag, Ostfildern 1977, ISBN 978-3-7966-0512-3.
- Im Spiegel, erlebte Schicksale. Arbogast 1975, ISBN 978-3-87022-020-4.
- Bilder und Bilanzen. Gedichte aus fünfzig Jahren. Karlsruher Bote, 1969.
- Das hundertjährige Wanderbuch des Buchdruckers Wilhelm Neumann. Neumann, Pirmasens 1968.
- Im Vorübergehen, Kleine Erlebnisse. Landau 1960.
- Köstliches Elsass, hortus deliciarum. Fahrten u. Wanderungen. Kaußler, Otterbach-Kaiserslautern, Landau 1960.
- Ein wenig Sonne dem grauen Tag! Erzählungen und Gedichte. W. Neumann, Pirmasens 1923.

## Auszeichnungen
- 1975 Bundesverdienstkreuz
- 1975 Goldene Stadtehrenplakette Pirmasens
- 1976 Pfalzpreis für Literatur[4]
- Ehrengabe der Friedrich-Schiller-Stiftung
- Ehrengabe des Kultusministeriums Rheinland-Pfalz